# Imantodes tenuissimus
Imantodes tenuissimus är en ormart som beskrevs av Cope 1867. Imantodes tenuissimus ingår i släktet Imantodes och familjen snokar. Inga underarter finns listade i Catalogue of Life. Artepitetet i det vetenskapliga namnet är bildat av det latinska ordet tenuissimus (smal).
Arten förekommer i södra Mexiko, bland annat på Yucatanhalvön. Honor lägger ägg. Arten lever i låglandet och i kulliga regioner upp till 220 meter över havet. Den vistas i lövfällande skogar och i ganska torra skogar. Imantodes tenuissimus undviker kulturlandskap.
För beståndet är inga hot kända. Hela populationen anses vara stabil. IUCN listar arten som livskraftig (LC).